# Tomasovszky Lajos
Tomasovszky Lajos (Tiszaújlak, 1869. – Sopron, 1944. december 6.) vegyész, főiskolai tanár.

## Élete
Tiszaújlakon született 1869-ben. 1888–91 között a Selmeci akadémián tanult. 1894-ben államvizsgázott fémkohászati szakon. Egy évig Mály Sándor asszisztense a fémkohászat–fémkohótelepek tervezése tanszéken. 1893-tól 1895-ig Schelle Róbert segédje az általános és elemi vegytan tanszéken. Rövid ideig Körmöcbányán dolgozott a főkémlőhivatalnál, 1897-től pedig Nagybányán volt vegyelemző. 1902-ben újra visszakerült Selmecbányára asszisztensnek, s 1916-tól a vegytan tanszéket is vezette. Az akadémiával együtt Trianon után ő is Sopronba került. Két ízben a kohómérnöki osztálynak a dékánja is volt. A város bombázásakor halt meg 1944. december 6-án.
Főleg a Bányászati és Kohászati Lapokban publikált:
- A pyrit kéntartalmának meghatározása (1906),
- A térfogatos elemzés újabb haladásáról (1906),
- A salétromsav gravimetrikus meghatározása (1909),
- Keverékszámítások (1911),
- Az analízis eredményeinek kiszámítása a számítólécz segítségével (1911),
- A hydrogéngáz volumetrikus meghatározása (1912).[1]